# 长湖 (内蒙古)
长湖，是一个位于中国内蒙古自治区阿拉善左旗西部的干盐湖，系腾格里沙漠北部的风蚀洼地形成。湖面高程1318米，长7千米，最大宽3.3千米，平均宽1.75千米，面积12.3平方千米。盐类矿床主要是芒硝和石盐。